# Спортивне обладнання
Спортивне обладнання (англ. Sports equipment), також спортивні товари — це всі предмети, які продаються для використання під час занять спортом або фізичних вправ. Це спеціальні вироби, які призначені для занять фізичною культурою і спортом. До спортивного обладнання належать механізми, прилади, пристрої, пристосування, спорядження, предмети. Англійське слово Equipment — означає обладнання, спорядження. Спортивне обладнання складається з одного або кількох предметів і необхідне для занять спортом. Спортивні товари можна використовувати як захисне спорядження або як інструмент, який допомагає спортсменам займатися спортом, починаючи від м'ячів і сіток до захисного спорядження, наприклад шоломів. З часом спортивні товари продовжували вдосконалюватися, оскільки спорт все частіше потребує більшої кількості захисного спорядження для запобігання травмам. Сьогодні спортивні товари досить популярні, їх можна знайти в різних універмагах.
Спортивна індустрія при виробництві спортивного спорядження широко використовує новітні досягнення науково-технічного прогресу. В Норвегії серйозного значення надають розробці і експлуатації екіпіровки і спорядження спортсменів, які виступають в технічних видах спорту. Наприклад, норвежці домоглися великих успіхів в техніці застосування лижних мастил, які при вмілому використанні дають суттєву перевагу під час гонок; винахід нової технології обробки робочої поверхні лиж шляхом нанесення на неї поздовжніх канавок складного профілю.

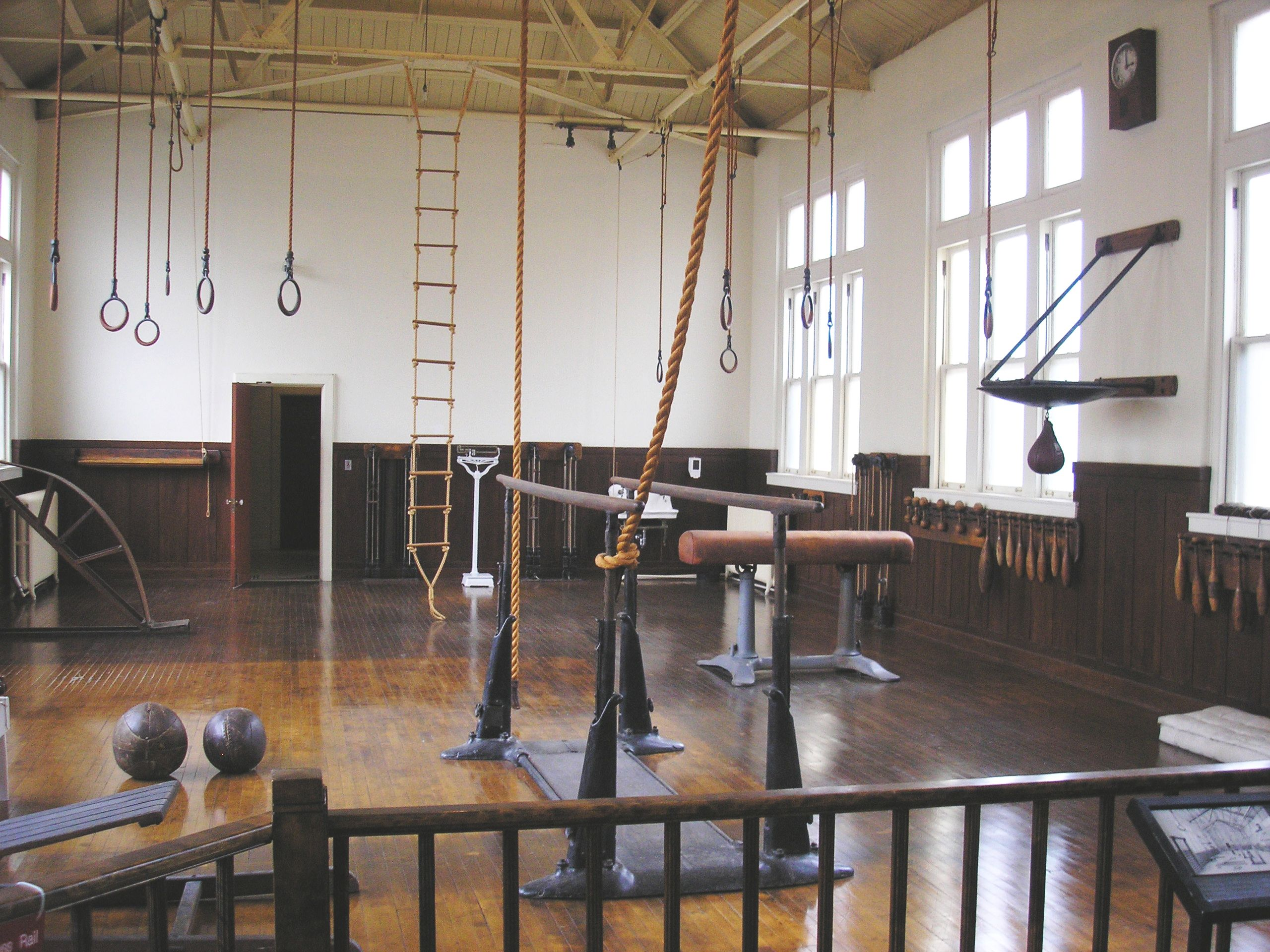
Спортивний зал з різноманітним спортивним обладнанням

## Спортивне турнірне приладдя
Звичайно м'яч є основною частиною більшості ігор. М'яч (американський футбол, боулінг, баскетбол або бейсбол), фризбі (фризбі-гольф і ультимат-фрізбі), стійки воріт (наприклад у футболі чи хокеї, турнік регбі), сітки (для тенісу, волейболу, футболу, баскетболу, хокею та бадмінтону, у всіх видах риболовлі також можна побачити), ракетки (теніс, сквош і бадмінтон), вудки та снасті (використовуються в основному для риболовлі та любительського рибальства), палиці, біти, ключки (в хокеї на траві та лакросі, бейсболі та крикеті, гольфі).

## Спортивне приладдя для гравців
Взуття і ножне спорядження включає: дошки для серфінгу, скейтбордингу, вайдбордингу, сноуборду, ковзани, сноуборди та водні лижі, футбольне взуття, взуття для крикету, взуття для гольфу, взуття з шипами, снікери, кросівки, балетки та взуття для гірських велосипедів.

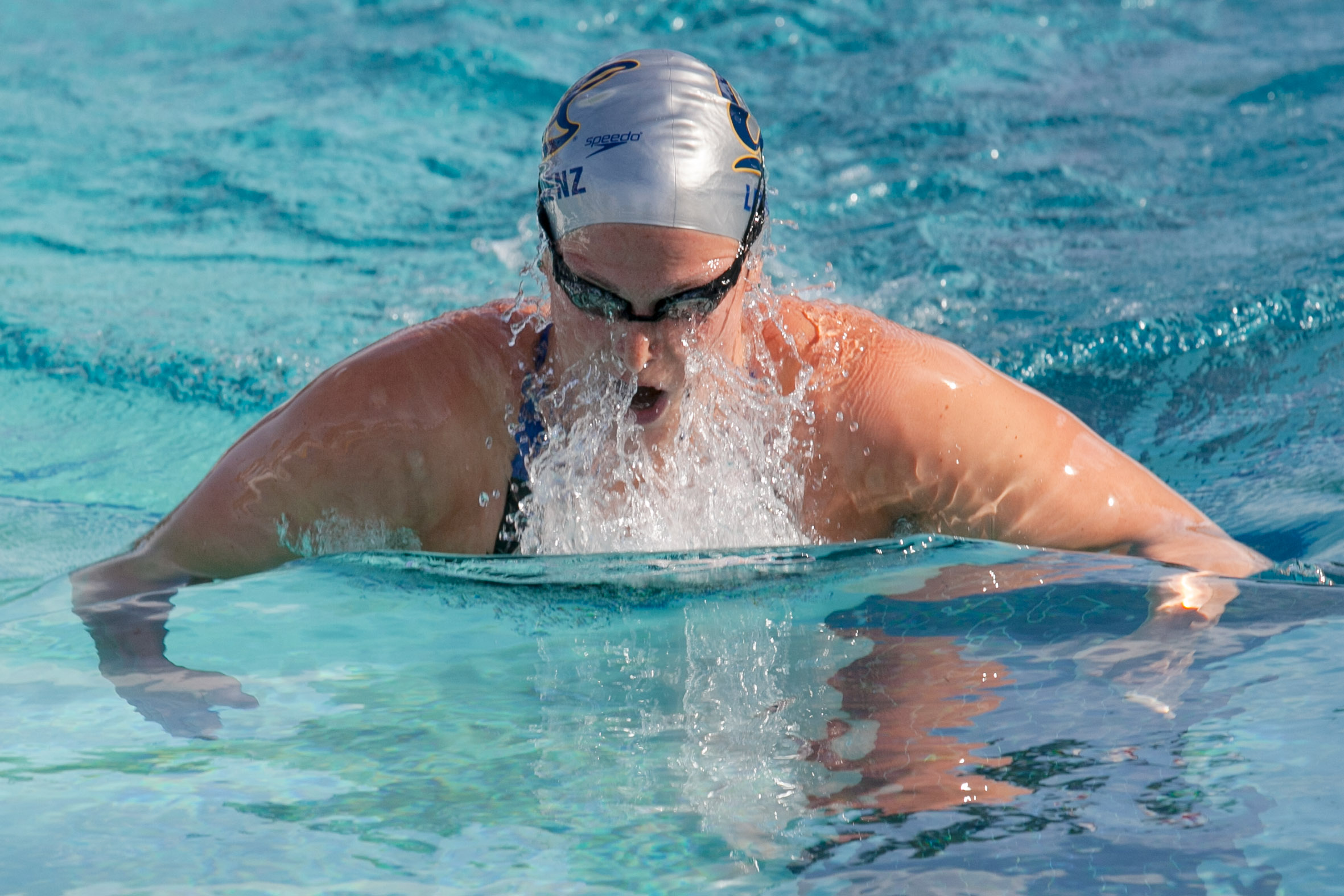
Головний убір, окуляри та купальний костюм є обов'язковими для плавання

### Засоби захисту
Захисне спорядження широко використовується у спорті, включаючи автоспорт і контактні види спорту, такі як хокей, американський футбол тощо, і ті види спорту, у яких використовується захисне спорядження, як правило, коли між гравцями або з іншими об'єктами виникають зіткнення і є ризик отримання травми. Загальні засоби захисту включають: футбольний шолом, брекети, лижна куртка, налокітники
і наплічники, велосипедний шолом, рукавички спортивні і ін.

### Навчальне обладнання
Загальне обладнання для тренувань включає м'ячі для вправ, штанги, турніки та тренажери. До додаткового спорядження також входить пояс для силових тренувань і тренажерний одяг.

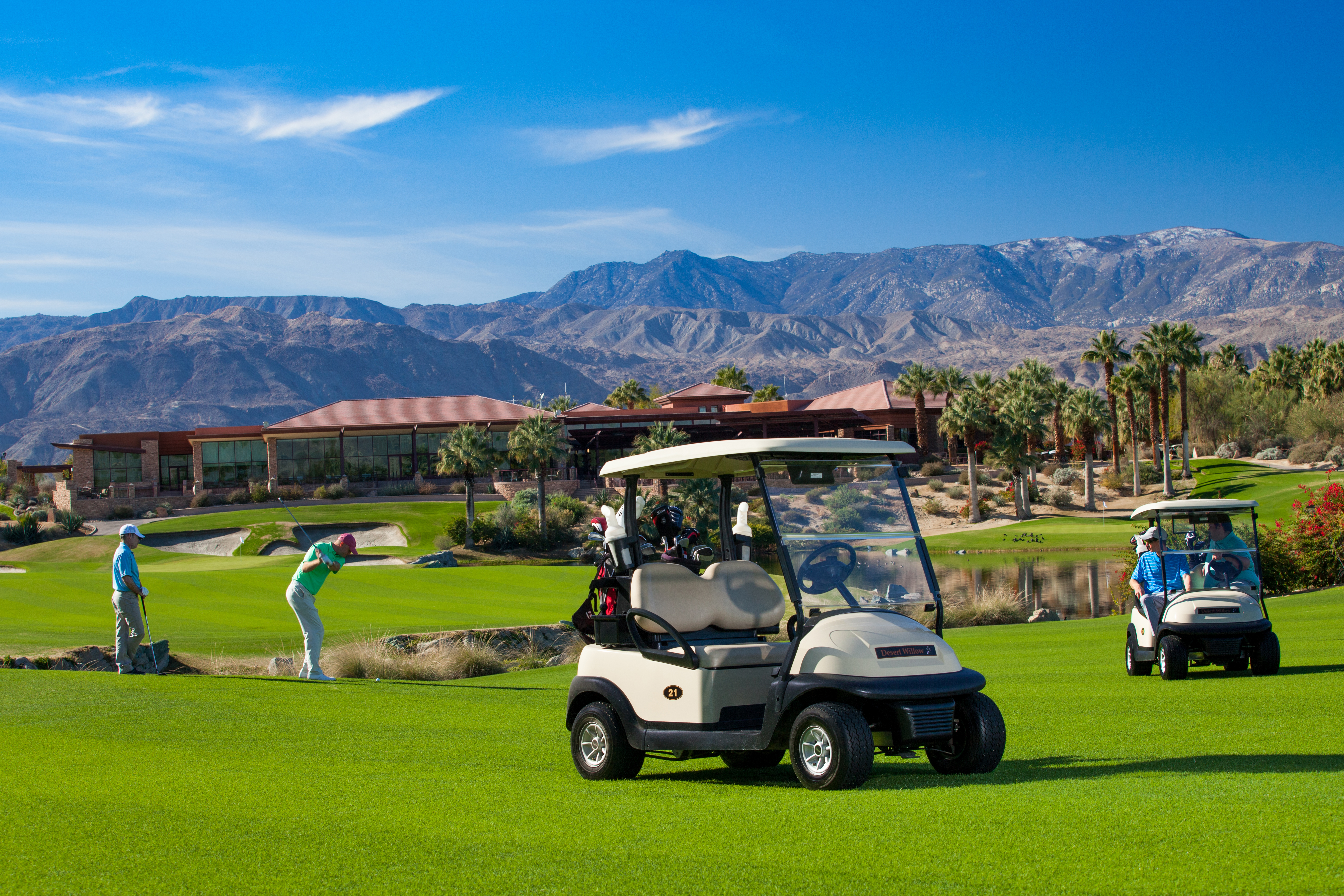
Візок для гольфу

## Решта елементів

### Транспортер
Транспортні засоби (деяке спеціальне обладнання, транспортер) також використовуються як обладнання в деяких видах спорту, включаючи перегони, велоспорт, повітряні перегони, човнові перегони та польоти на повітряній кулі.
Невеликі транспортні засоби, такі як бортові вантажівки або пікапи, використовуються для транспортування травмованих гравців з поля, як це часто буває в іграх американського футболу.

## Перелік спортивного обладнання
Сюди відносять такі спортивні знаряддя, як м'яч, прокатні кулі, штанга, диск, спис , гиря, булава, стрічка, бруси, колоду та інші) та/або спеціальних пристосувань (лижі, ковзани, шолом, ключка, окуляри, велосипед, парашут, льодоруб тощо.
Для організації футбольного тренування, наприклад, необхідні футбольні ворота, стійки для обведення, стійки для підвісних м'ячів, малі відбиваючі стінки (батути), легкоатлетичні бар'єри, прапорці кутові, конуси тренувальні і маркувальні, м'ячі футбольні, сітка для м'ячів, ігрова форма двох кольорів і тд.
Для спортивної гімнастики характерними приладами є: кінь, кільця, бруса, перекладина для чоловічого багатоборства, та різновисокі бруса, колода — для жіночого багатоборства; прилади загального використання для чоловіків і жінок — гімнастичний килим та стіл для стрибків. Для кращого вирішення завдань фізичної підготовки використовуються такі спеціальні прилади, як тренажери, батут, трамбат, лопінг, гімнастичні стаціонарне та рухоме колеса, канат. Поділ гімнастичних приладів на чоловічі і жіночі має значення тільки для проведення змагань з спортивної гімнастики за олімпійськими правилами, і всі прилади можуть ефективно використовуватися для оздоровчої чи загальної гімнастики незалежно від статі. Також, гімнастичні майданчики та спортивні зали часто обладнуються багато прольотними приладами, гімнастичними сходинами, лавицями на яких можливе спільне виконання вправ багатьма учнями, використовуються гімнастичні палиці, кільця для обертання навколо тулуба, скакалки, набивні м'ячі тощо.

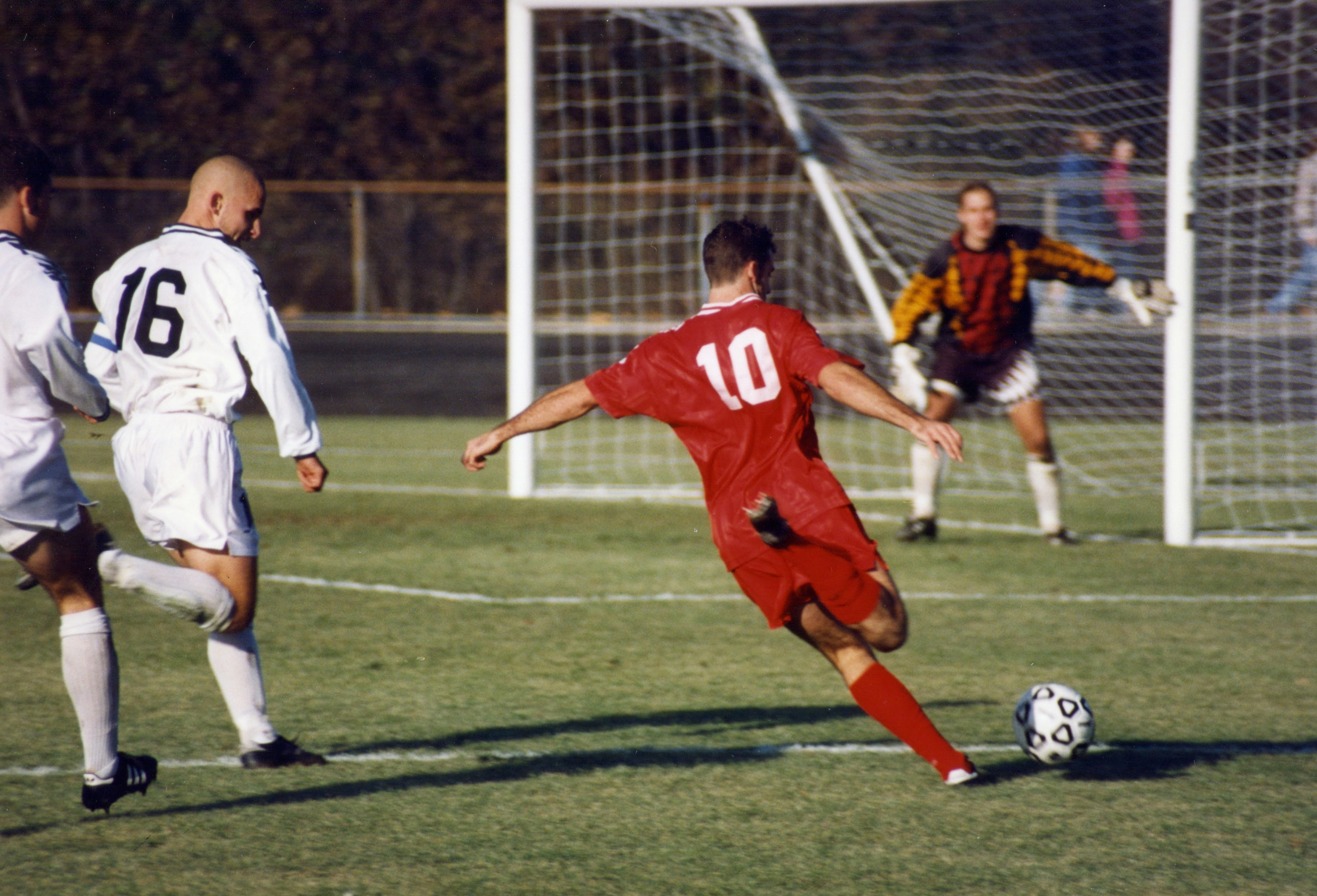
Футбольні ворота, футбольний м'яч
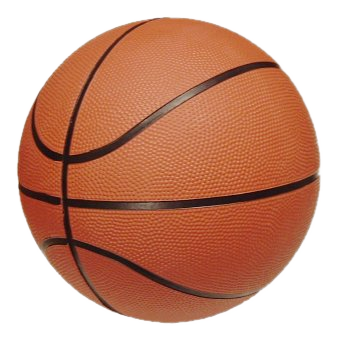
Баскетбольний м'яч
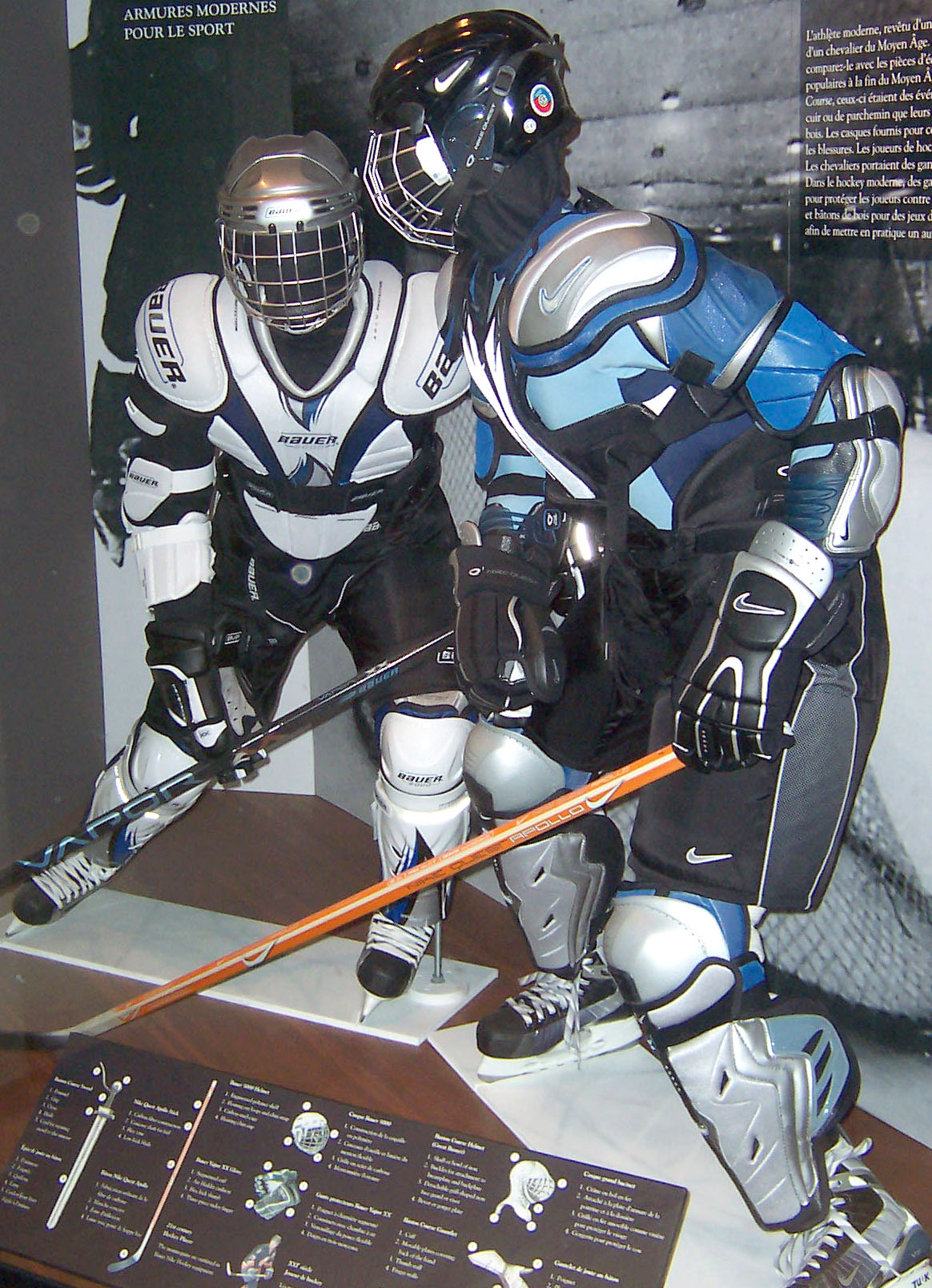
Спортивне обладнання хокеїста
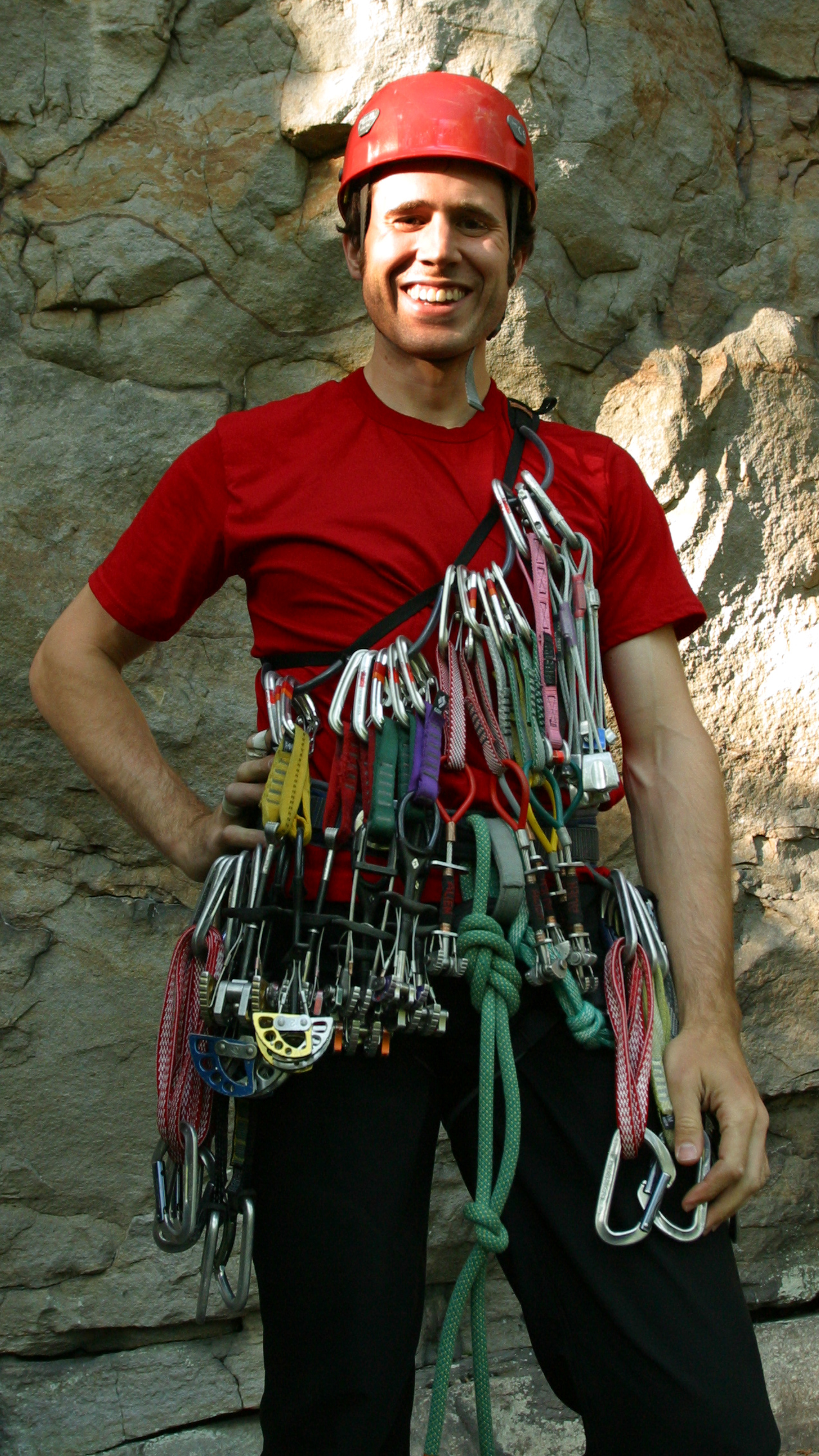
Спортивне обладнання альпініста
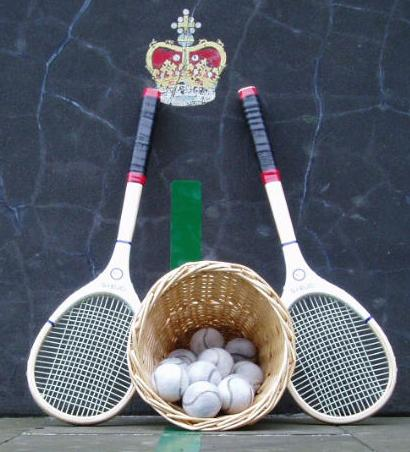
Спортивне обладнання для теніса
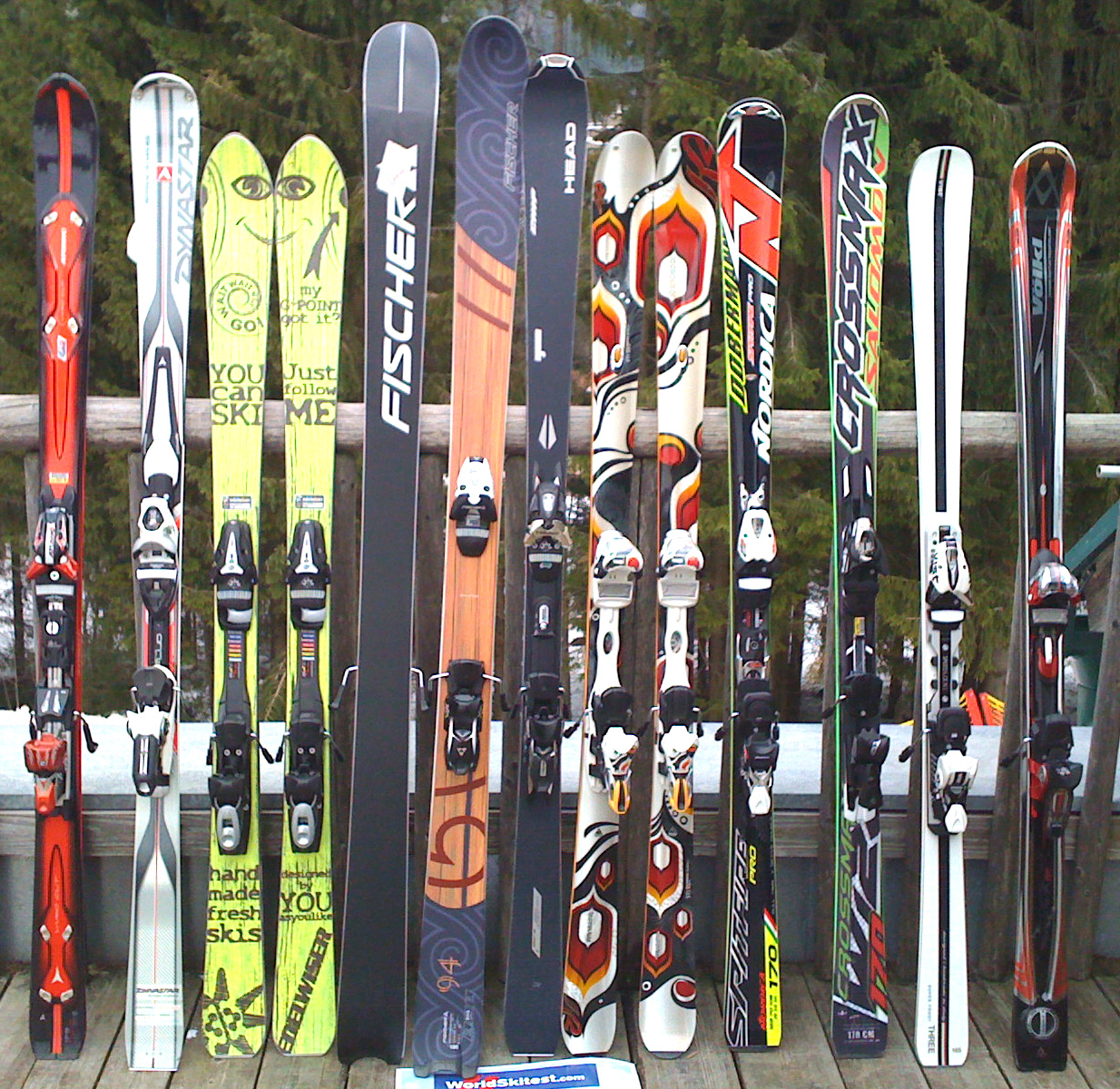
Сучасні гірські лижі сезону 2009/10
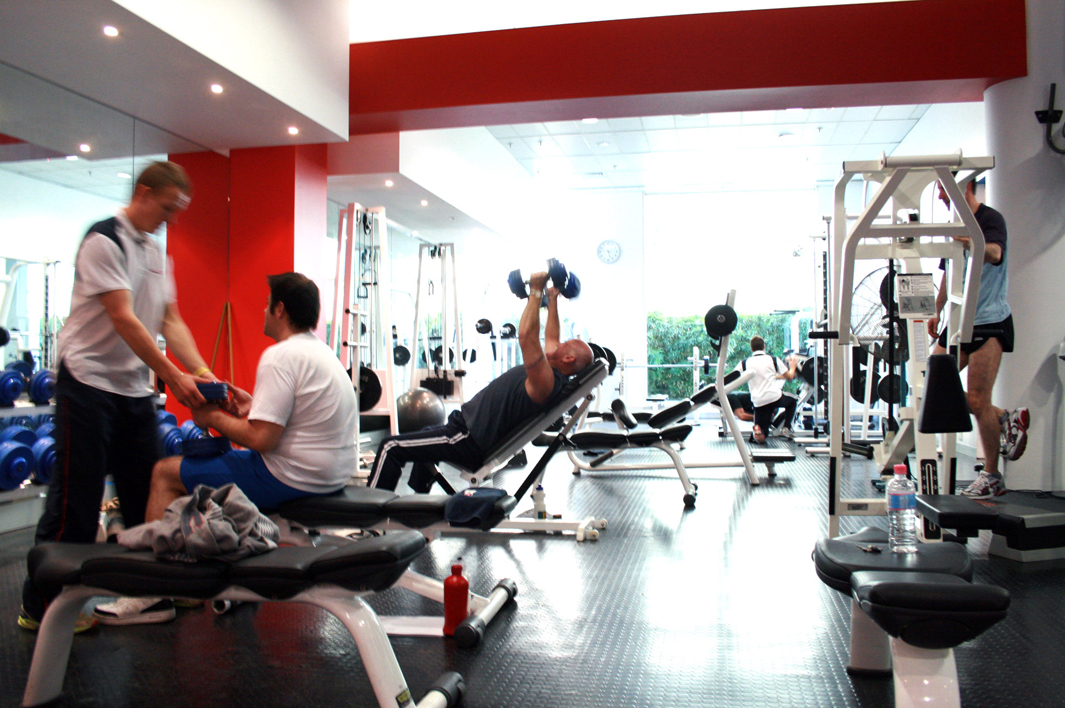
Спортивні тренажери
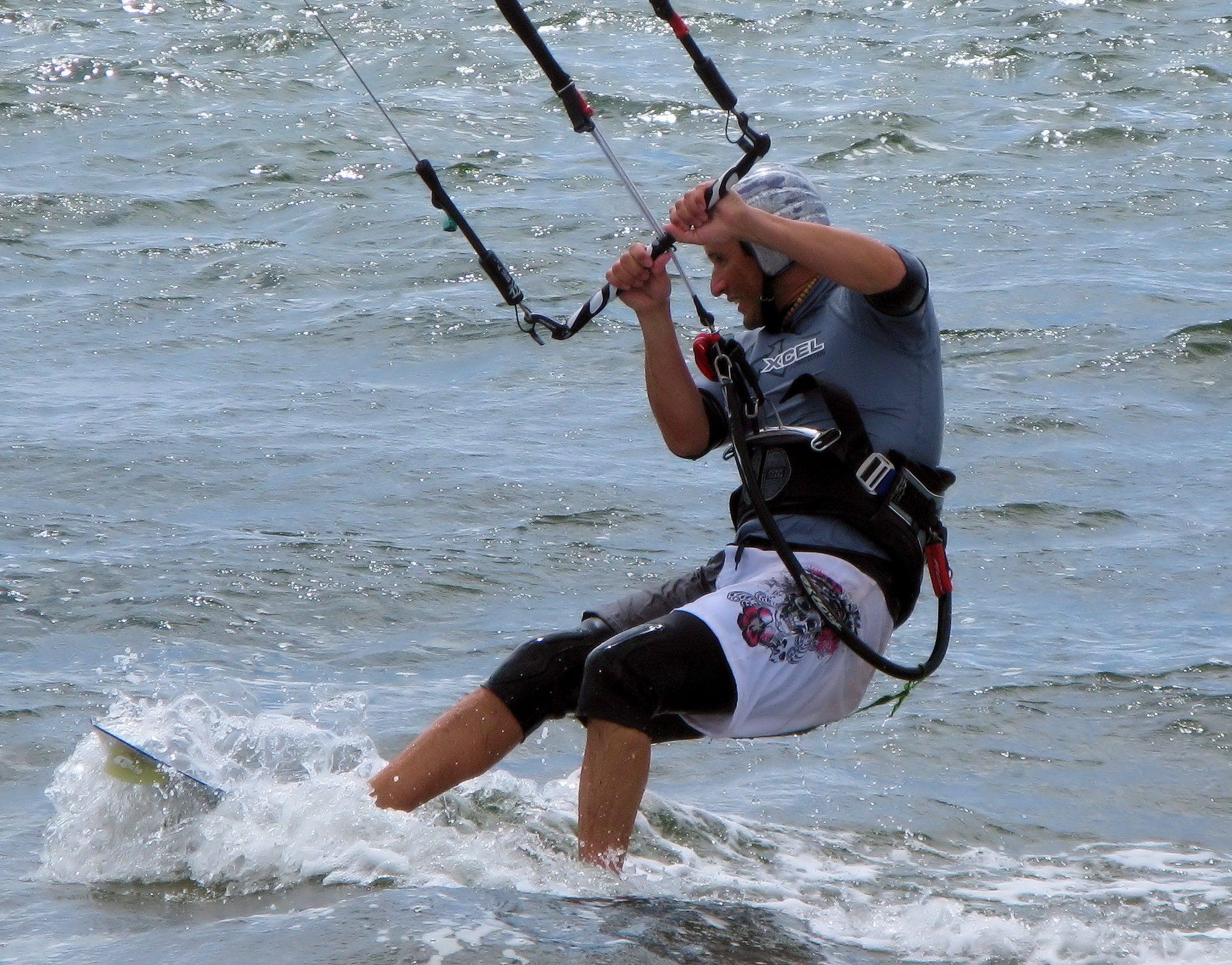
Спортивне обладнання для заняття кайтінгом
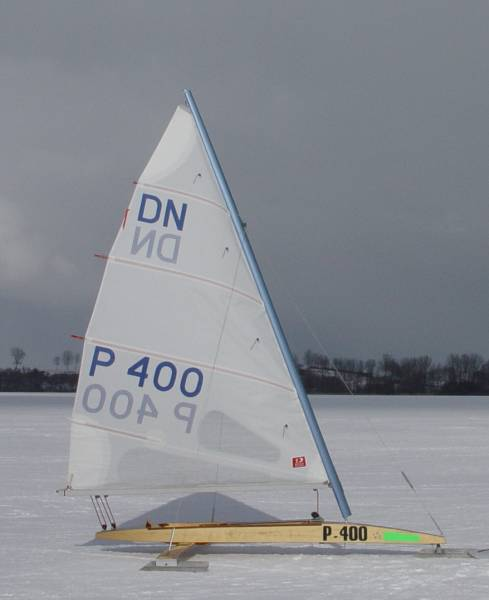
Споряджений буєр класу «International DN» на льоду
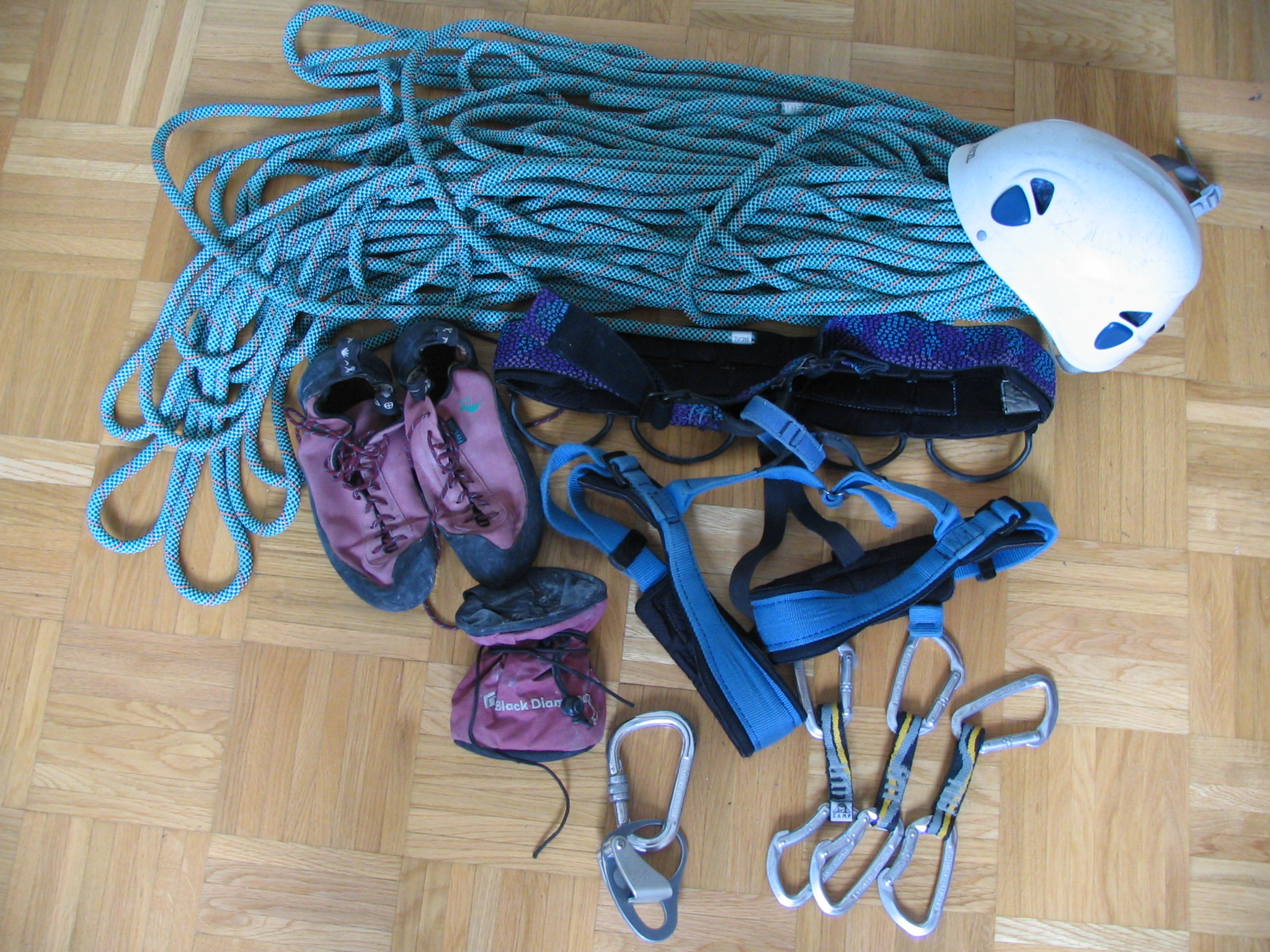
Спортивне спорядження для скелелазіння: мотузка, каска, скельні туфлі, мішечок для магнезії, страхувальна система, відтяжка, карабін
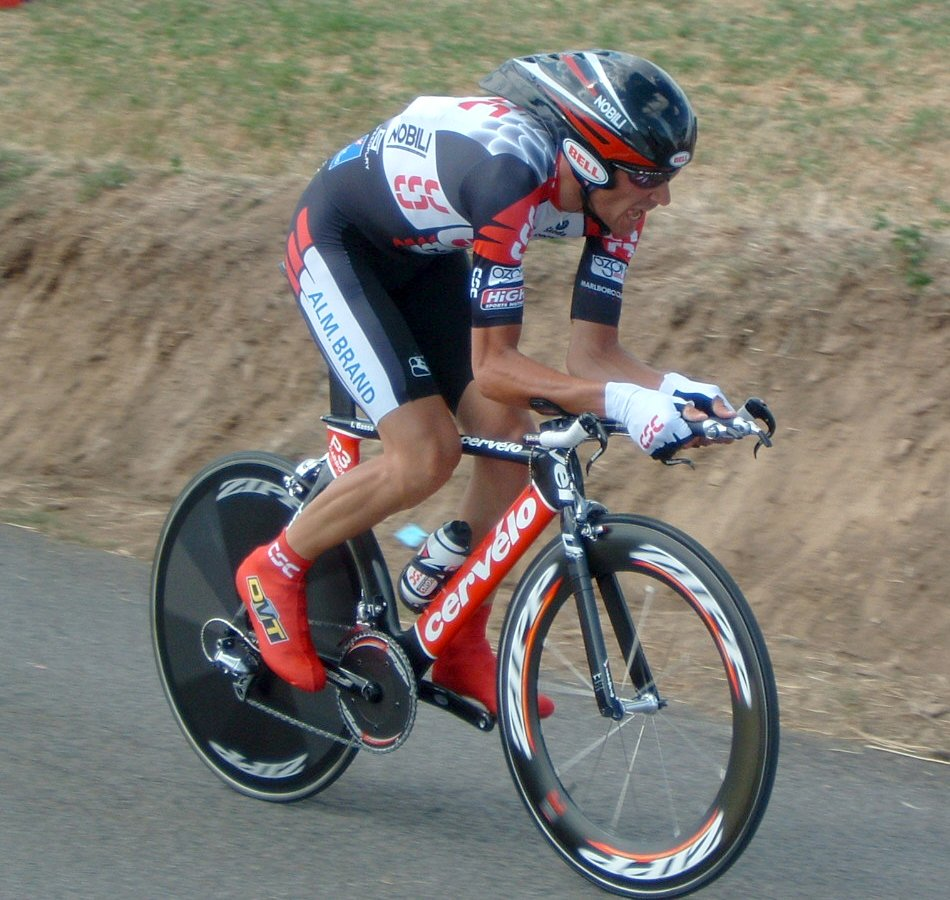
Спортивне обладнання велосипедиста
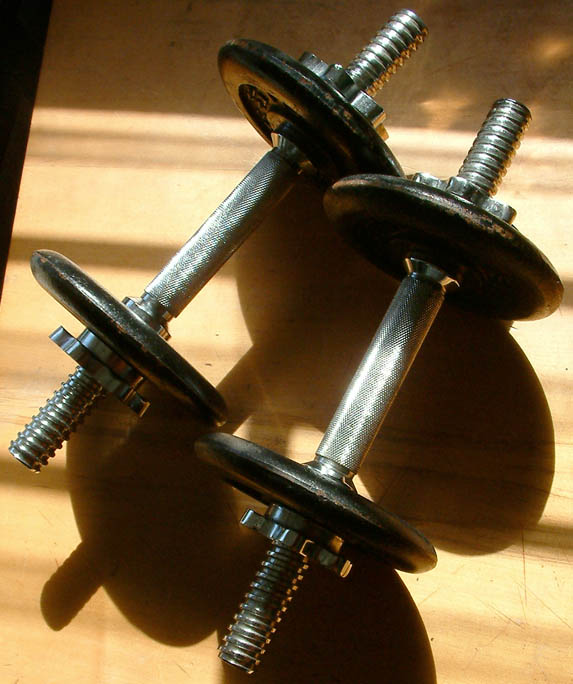
Гантелі

### Деталізація джерел
1. ↑  Гуржий О. С., Порохнявий А. В. Словник термінів та понять з дисципліни «Фізичне виховання»: / О. С Гуржий, А. В Порохнявий. Дніпро: Дніпроп. держ. ун-т внутр. справ, 2020. 36 с.
2. ↑  Помещикова І. П., Чуча Н. І., Чуча Ю. І., Пащенко Н. О., Ширяєва І. В. Словник. Сучасні баскетбольні англійські терміни і назви. Харків, 2020. 20 с (стор.: 7)
3. ↑  Задорожна О.Р. Досвід побудови олімпійської підготовки у світі. Лекція з дисципліни «Підготовка національних команд до ОІ». / Кафедра теорії спорту і фізичної культури. Львівський державний університет фізичної культури (магістри)
4. 1 2 3  Товт В.А. Гімнастика та методика викладання: метод. розробка для самостійної роботи студентів / Укл:В.А. Товт, О.Ю. Гузак, М.Ю. Щерба та ін. — Ужгород, ДВНЗ «УжНУ», 2013. — 123 с. Доступ